# Dušan Ivković
Pour les articles homonymes, voir Ivković.
Dušan Ivković, né le 29 octobre 1943 à Belgrade et mort dans la même ville le 16 septembre 2021, est un entraîneur serbe de basket-ball. Ivković est le seul entraîneur à avoir remporté les 4 compétitions européennes (Euroligue, EuroCoupe, Saporta et Korać).

## Biographie
Dušan Ivković est l'entraineur de l'équipe nationale serbe, qu'il entraine bénévolement depuis 2008 comme il l'avait déjà fait entre 1992 et 1995, acte très rare dans le sport de haut niveau.
Après le championnat d'Europe de basket-ball 2013, Ivković quitte le poste d'entraîneur de l'équipe nationale. Il est remplacé par Aleksandar Đorđević.
Ivković est nommé entraîneur de l'Anadolu Efes Spor Kulübü en juin 2014, l'ancien entraîneur Vangelis Angelou reste cependant entraîneur adjoint d'Ivković.
Lors de la saison 2015-2016, l'Anadolu Efes ne parvient pas à se qualifier pour les playoffs de l'Euroligue et Ivković est limogé en avril. Il est remplacé par Ahmed Çakı jusqu'à la fin de la saison.
En août 2017, il est élu au FIBA Hall of Fame .
Ivković meurt le 16 septembre 2021 des suites d’un œdème pulmonaire.

## Palmarès

### Équipe nationale
- Jeux olympiques d'été
  -  Médaille d'argent aux Jeux olympiques d'été de 1988 à Séoul
  -  Médaille d'argent aux Jeux olympiques d'été de 1996 à Atlanta
- championnat du monde
  -  Médaille d'or au Championnat du monde de basket masculin 1990 avec la Yougoslavie
- championnat d'Europe
  -  Médaille d'or au championnat d'Europe de basket-ball 1989 en Yougoslavie
  -  Médaille d'or au championnat d'Europe de basket-ball 1991 en Italie
  -  Médaille d'or au championnat d'Europe de basket-ball 1995 en Grèce
  -  Médaille d'argent au championnat d'Europe de basket-ball 2009 en Pologne

### Club
- Euroligue : 1997, 2012
- Coupe ULEB : 2006
- Coupe Saporta : 2000
- Coupe Korać : 1979
- Champion de Yougoslavie : 1979
- Champion de Grèce : 1992, 1997, 2012
- Championnat de Russie : 2003, 2004, 2005
- Coupe de Yougoslavie : 1979
- Coupe de Grèce : 1997, 2000, 2001
- Coupe de Russie : 2005